# Inmigración española en Estados Unidos
Los hispano-estadounidenses o estadounidenses de origen español (en inglés: Spanish Americans) son ciudadanos de Estados Unidos cuyo origen está total o parcialmente en España. Son el grupo de estadounidenses de origen europeo más antiguo en el país, con un grupo muy pequeño que desciende de aquellas exploraciones que partieron de España y del Virreinato de Nueva España, que comenzaron a principios del siglo XVI y afectaron a 42 de los futuros estados de Estados Unidos, desde California hasta Florida; la presencia continua de españoles comenzó en Florida en 1565 y en Nuevo México en 1598.
En el censo de los Estados Unidos de 2020, 978 978 personas se autoidentificaron con orígenes Spaniard ('español' (sustantivo)), lo que representa el 0,4% de la población blanca sola o en combinación que respondió a la pregunta. Otros resultados incluyen 866 356 (0,4%) que se identificaron como Spanish ('español' (adjetivo)) y 50 966 que se identificaron como Spanish American ('hispano-estadounidenses').
Muchos hispanos y latinoamericanos que viven en los Estados Unidos tienen raíces ancestrales españolas debido a los cuatro siglos de asentamiento colonial español y a la inmigración a gran escala desde países latinoamericanos. Según este criterio, estos grupos, y especialmente los hispanos y latinoamericanos blancos (12.579.626 sólo los blancos, el 20,3% de todos los hispanos) pueden considerarse hispano-estadounidenses en sentido muy amplio, si bien también pueden incluir ascendencias europeas distintas de la española y, a menudo, amerindias o africanas.
De todos modos, el término "Spanish American" se utiliza mayormente para referirse a los estadounidenses cuya ascendencia autoidentificada se origina directamente en España en el siglo XX.

## Olas de inmigración

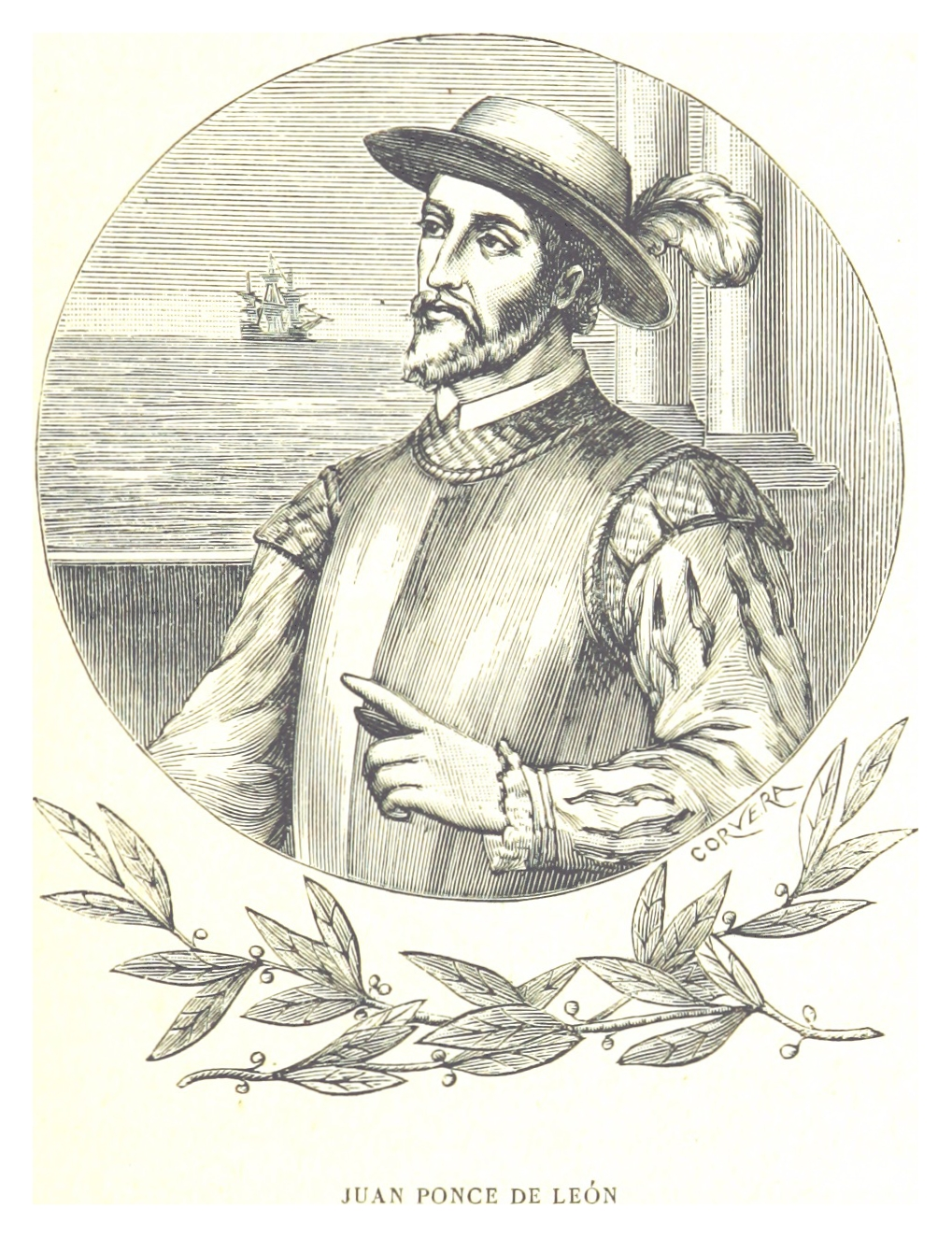
Juan Ponce de León (Santervás de Campos, Valladolid, España) fue uno de los primeros europeos en llegar al actual EE. UU. y explorador de Florida, a la que dio su actual nombre.

A lo largo de la época colonial, hubo una serie de asentamientos europeos de poblaciones españolas en los actuales Estados Unidos de América con gobiernos que respondían a Madrid. El primer asentamiento en suelo estadounidense actual fue San Juan, Puerto Rico, en 1521, seguido por San Agustín, Florida (el más antiguo de los Estados Unidos continentales), en 1565, seguido por otros en Nuevo México, California, Arizona y Texas. En 1598, San Juan de los Caballeros fue establecido, cerca de la actual Santa Fe, Nuevo México, por Juan de Oñate y alrededor de otros 1.000 españoles del Virreinato de Nueva España. Los inmigrantes españoles también establecieron asentamientos en San Diego, California (1602), San Antonio, Texas (1691) y Tucson, Arizona (1699). A mediados del siglo XVII, los españoles en América sumaban más de 400.000.
Tras el establecimiento de las colonias americanas, llegaron 250.000 inmigrantes adicionales, ya sea directamente desde la España peninsular, las Islas Canarias o, tras una estancia relativamente corta, desde el actual centro de México. Estos colonos españoles expandieron la influencia europea en el Nuevo Mundo. Los canarios se asentaron en las zonas pantanosas que rodean Nueva Orleans en Luisiana desde 1778 hasta 1783 (isleños) y en San Antonio de Béjar, San Antonio, Texas, en 1731.
Los primeros asentamientos españoles conocidos en el entonces norte de México fueron el resultado de las mismas fuerzas que más tarde llevaron a los ingleses a llegar a América del Norte. La exploración había sido impulsada en parte por las esperanzas imperiales de descubrir civilizaciones ricas. Además, como los que estaban a bordo del Mayflower, la mayoría de los españoles llegaron al Nuevo Mundo en busca de tierras para cultivar o, ocasionalmente, como han establecido recientemente los historiadores, la libertad de la persecución religiosa. Un porcentaje menor de los nuevos colonos españoles eran descendientes de judíos españoles conversos y musulmanes españoles conversos.
Los vascos se destacaron en la exploración de las Américas, tanto como soldados como miembros de las tripulaciones que navegaron para los españoles. Destacados en el servicio civil y la administración colonial, estaban acostumbrados a los viajes y la residencia en el extranjero. Muchos de ellos también eran comerciantes ricos y prósperos, que constituían gran parte de la clase alta de la sociedad colonial española. Otra razón para su emigración, además de las restrictivas leyes de herencia en el País Vasco, fue la devastación de las guerras napoleónicas en la primera mitad del siglo XIX, a las que siguieron las derrotas en las guerras civiles carlistas.

### SiglosXIXyXX
| La inmigración española a los Estados Unidos, 1820-2000 | La inmigración española a los Estados Unidos, 1820-2000 | La inmigración española a los Estados Unidos, 1820-2000 | La inmigración española a los Estados Unidos, 1820-2000 | La inmigración española a los Estados Unidos, 1820-2000 | La inmigración española a los Estados Unidos, 1820-2000 |
| Periodo                                                 | Llegadas                                                | Periodo                                                 | Llegadas                                                | Periodo                                                 | Llegadas                                                |
| ------------------------------------------------------- | ------------------------------------------------------- | ------------------------------------------------------- | ------------------------------------------------------- | ------------------------------------------------------- | ------------------------------------------------------- |
| 1820—1830                                               | 2.616                                                   | 1891—1900                                               | 8.731                                                   | 1961—1970                                               | 44.659                                                  |
| 1831—1840                                               | 2.125                                                   | 1901—1910                                               | 27.935                                                  | 1971—1980                                               | 39.141                                                  |
| 1841—1850                                               | 2.209                                                   | 1911—1920                                               | 68.611                                                  | 1981—1990                                               | 20.433                                                  |
| 1851—1860                                               | 9.298                                                   | 1921—1930                                               | 28.958                                                  | 1991—2000                                               | 17.157                                                  |
| 1861—1870                                               | 6.697                                                   | 1931—1940                                               | 3.258                                                   | 2001—2010                                               | -                                                       |
| 1871—1880                                               | 5.266                                                   | 1941—1950                                               | 2.898                                                   | 2011-2020                                               | -                                                       |
| 1881—1890                                               | 4.419                                                   | 1951—1960                                               | 7.894                                                   | -                                                       | -                                                       |
| Total llegadas: 302.305.                                |                                                         |                                                         |                                                         |                                                         |                                                         |

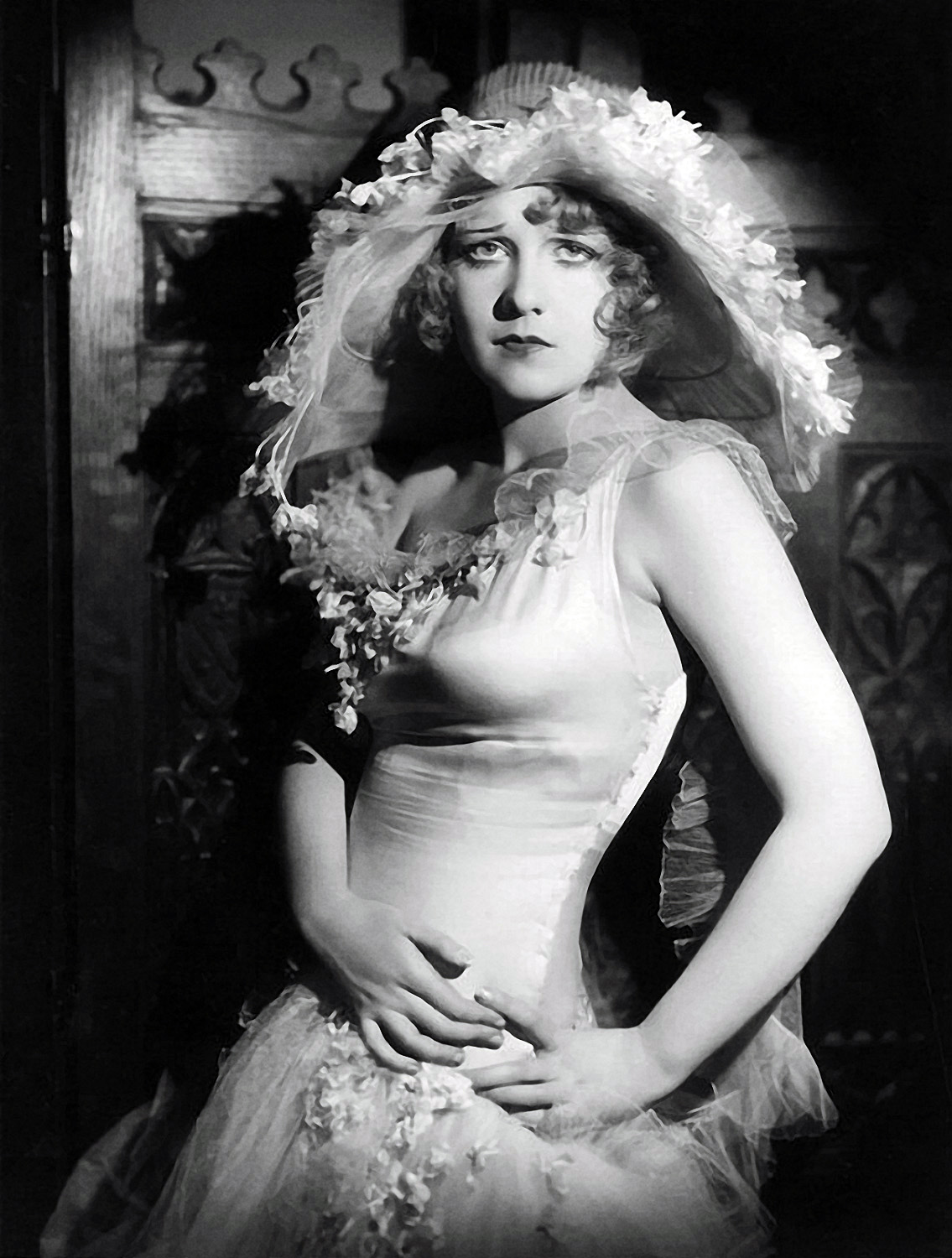
La actriz estadounidense de ascendencia española Anita Page en Nuestras doncellas modernas (1929)

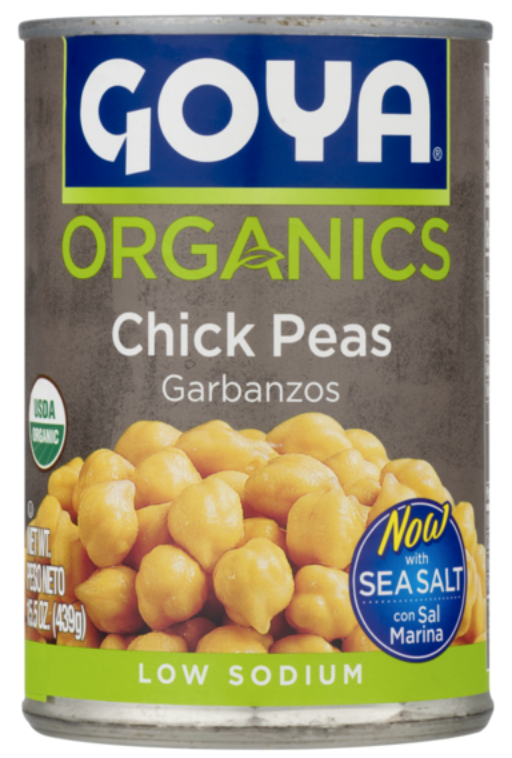
Goya Foods (New Jersey) fundada por el burgalés Prudencio Unanue Ortiz en 1918

La inmigración a los Estados Unidos desde España fue mínima, aunque constante, durante la primera mitad del siglo XIX, con un aumento durante las décadas de 1850 y 1860 como resultado de las sangrientas guerras civiles carlistas durante los años 1833-1876. 
Un número mucho mayor de inmigrantes españoles entró en el país en el primer cuarto del siglo XX (27.000 en la primera década y 68.000 en la segunda) debido a las mismas circunstancias de pobreza rural y congestión urbana que llevaron a otros europeos a emigrar en ese período, así como a guerras impopulares en esta primera ola de inmigración española. La presencia española en los Estados Unidos disminuyó drásticamente entre 1930 y 1940, de un total de 110.000 a 85.000, porque muchos inmigrantes regresaron a España después de terminar su trabajo agrícola.
A partir del golpe de Estado contra la Segunda República Española en 1936 y la devastadora guerra civil española que le siguió, el general Francisco Franco estableció una dictadura que duró 40 años. En el momento de su toma de posesión, un pequeño pero destacado grupo de intelectuales liberales huyó a los Estados Unidos. Después de la guerra civil, el país atravesó un período de autarquía, ya que Franco creía que después de la Segunda Guerra Mundial España podría sobrevivir o continuar sus actividades sin ninguna ayuda extranjera.

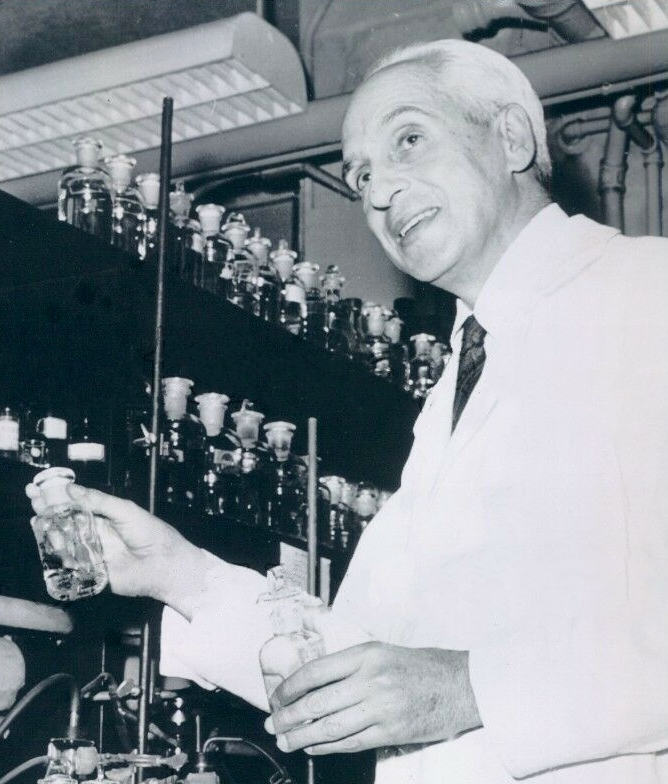
Severo Ochoa, Premio Nobel de Medicina (1959)

A mediados de los años 1960, 44.000 españoles emigraron a los Estados Unidos, como parte de una segunda ola de inmigración española. En los años 1960 y 1970 la situación económica mejoró en España, y la inmigración española a los Estados Unidos disminuyó a alrededor de 3.000 por año. En la década de 1980, mientras Europa disfrutaba de un auge económico, los inmigrantes españoles a los Estados Unidos se redujeron a sólo 15.000. El censo estadounidense de 1990 registró 76.000 españoles nacidos en el extranjero en el país, lo que representa sólo cuatro décimas de un por ciento de la población total. Al igual que del resto de Europa, los inmigrantes del siglo XXI de España son pocos, sólo 10.000 por año como máximo.
Al igual que los estadounidenses de origen francés, que son de ascendencia francesa pero en su mayoría provienen de Canadá, la mayoría de los 41 millones de hispanohablantes que conforman la gran mayoría de la población ha llegado desde América Latina, especialmente México, pero también Puerto Rico, la República Dominicana y otras áreas que los propios españoles colonizaron. Muchos de los hispanos y latinoamericanos traen su cultura hispanohablante al país.

## Principales zonas de asentamiento

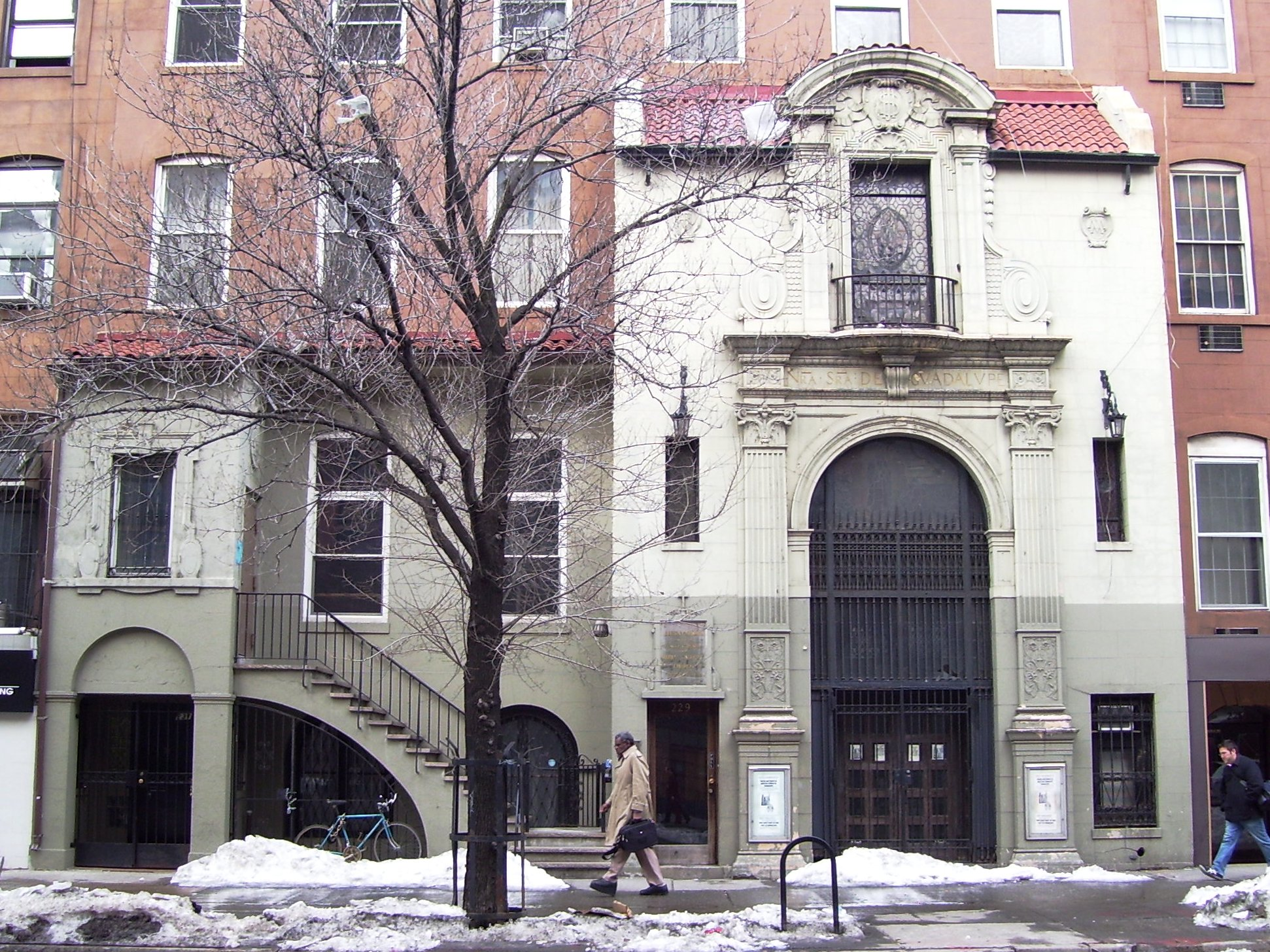
La Iglesia de Nuestra Señora de Guadalupe en Little Spain, núcleo importante durante muchas décadas de la comunidad española en Nueva York.

Los hispano-estadounidenses en los Estados Unidos se encuentran en grandes concentraciones en cinco estados principales desde 1940 hasta principios del siglo XXI. En 1940, la mayor concentración de españoles estaba en el Estado de Nueva York (principalmente la ciudad de Nueva York), seguida de California, Florida, Nueva Jersey y Pensilvania. El censo estadounidense de 1950 indicó pocos cambios: Nueva York con 14.705 residentes de España y California con 10.890 encabezaron la lista. Los españoles siguieron en Nueva Jersey con 3.382, seguido de Florida (3.382) y Pensilvania (1.790).
Para 1990 y 2000, hubo relativamente pocos cambios excepto en el orden de los estados y la inclusión de Texas. En 1990, Florida ocupó el primer lugar con 78.656 inmigrantes españoles, seguida de:: California 74.784, Nueva York (42.309), Texas (32.226), Nueva Jersey (28.666). El censo de EE. UU. de 2000 vio una disminución significativa en los inmigrantes de origen español.: California ahora ocupa el primer lugar (22.459), seguida de Florida (14.110 llegados de España), Nueva York (13.017), Nueva Jersey (9.183) y Texas (7.202).
Las comunidades de los Estados Unidos, en consonancia con su fuerte identificación regional en España, han establecido organizaciones étnicas para vascos, gallegos, asturianos, andaluces y otras comunidades similares.
Estas cifras muestran que nunca hubo una emigración masiva desde Iberia como la que hubo desde América Latina. Es evidente en las cifras que la inmigración española alcanzó su punto máximo en las décadas de 1910 y 1920. La mayoría se estableció en Florida y Nueva York, aunque también hubo una afluencia considerable de españoles a Virginia Occidental a principios del siglo XX, principalmente desde Asturias. Estos inmigrantes asturianos trabajaron en la industria estadounidense del zinc después de haber trabajado en las fundiciones de la Real Compañía Asturiana de Minas en Arnao, en la costa norte cerca de Avilés.
Es probable que más españoles se establecieran en América Latina que en Estados Unidos, debido al idioma común, la religión compartida y los lazos culturales.
Algunos de los primeros antepasados de los estadounidenses de origen español fueron judíos españoles que hablaban ladino, una lengua derivada del español castellano y del hebreo.
En las décadas de 1930 y 1940, la inmigración española consistió principalmente en refugiados que huían de la guerra civil española (1936-1939) y de la dictadura de Franco en España, que duró hasta su muerte en 1975. La mayoría de estos refugiados eran empresarios e intelectuales, así como activistas sindicales, y tenían fuertes sentimientos liberales antiautoritarios.

### California

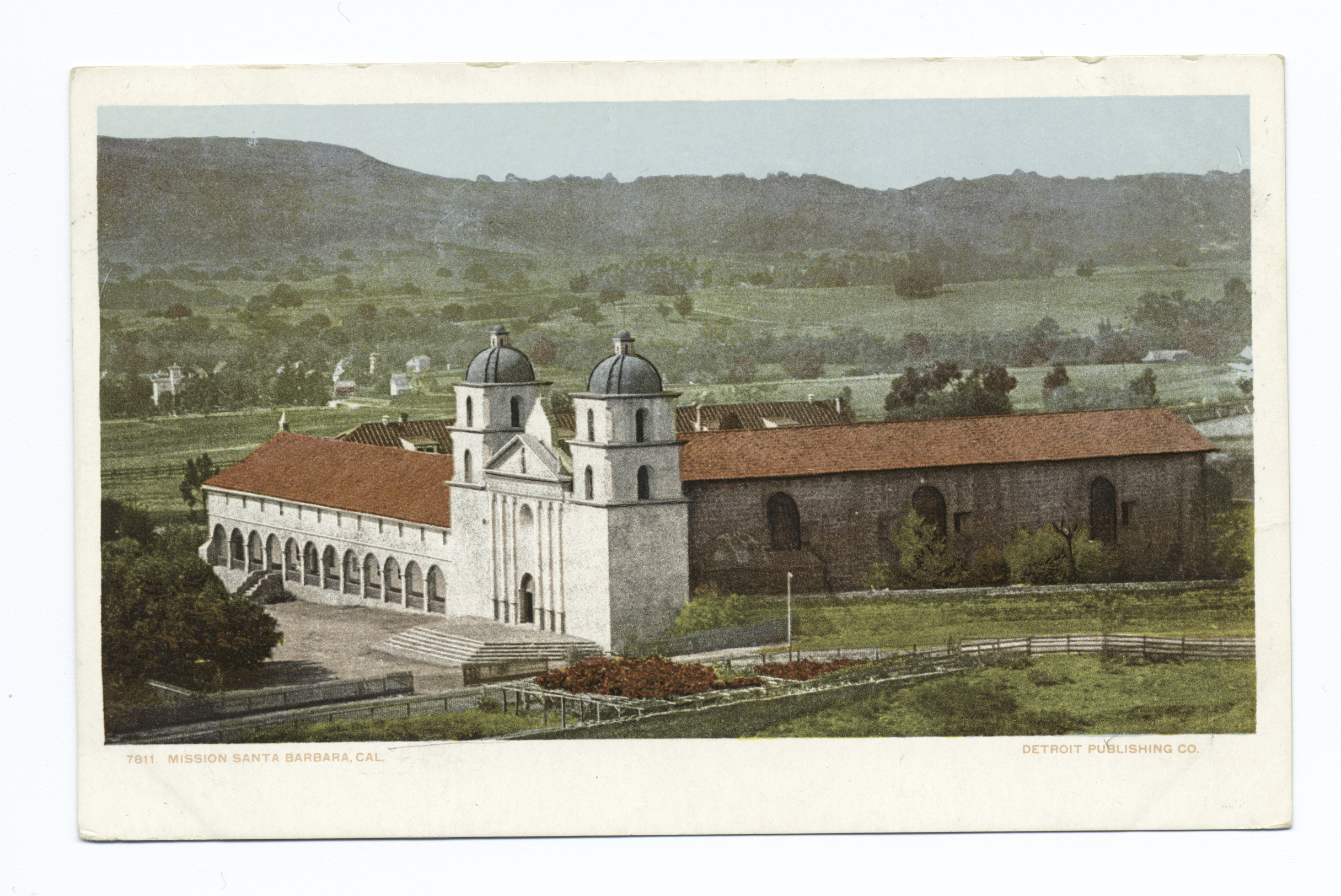
Misión de Santa Bárbara desde el este, principios del.

Un californio es un término que designa a un descendiente de una persona de ascendencia española y mexicana que nació en la antigua Alta California en la época de la primera presencia española, establecida por la expedición de Portolá en 1769, hasta la cesión de la región a los Estados Unidos de América en 1848 por parte de México. Este grupo es distinto de los pueblos indígenas de California. 
Los componentes militares, religiosos y civiles de la sociedad californiana anterior a 1848 estaban encarnados en los presidios, misiones, pueblos y ranchos escasamente poblados. Hasta que se secularizaron en la década de 1830, las veintiuna misiones españolas en California, con sus miles de conversos nativos más o menos cautivos, controlaban la mayor parte (alrededor de 14.000 km2 por misión) y la mejor tierra, tenían un gran número de trabajadores, cultivaban la mayor cantidad de cultivos y tenían la mayor cantidad de ovejas, ganado y caballos. Después de la secularización, las autoridades mexicanas dividieron la mayor parte de las tierras de la misión en nuevos ranchos y se los otorgaron a ciudadanos mexicanos (californios ya presentes) residentes en California.
Los gobiernos coloniales españoles y, posteriormente, los gobiernos nacionales mexicanos alentaron a los colonos de las provincias del norte y el oeste de México, a quienes los californios llamaban "sonorenses". Pequeños grupos de personas de otras partes de América Latina (sobre todo de Perú y Chile) también se asentaron en California. Sin embargo, solo se llevaron a cabo unos pocos esfuerzos de colonización oficiales (desde Nueva España), en particular las segundas expediciones de Gaspar de Portolá (1770) y de Juan Bautista de Anza (1775-1776). Los hijos de esos primeros colonos y los soldados retirados se convirtieron en los primeros californios. Un genealogista estimó que, en 2004, entre 300.000 y 500.000 californianos eran descendientes de californios.

### Florida

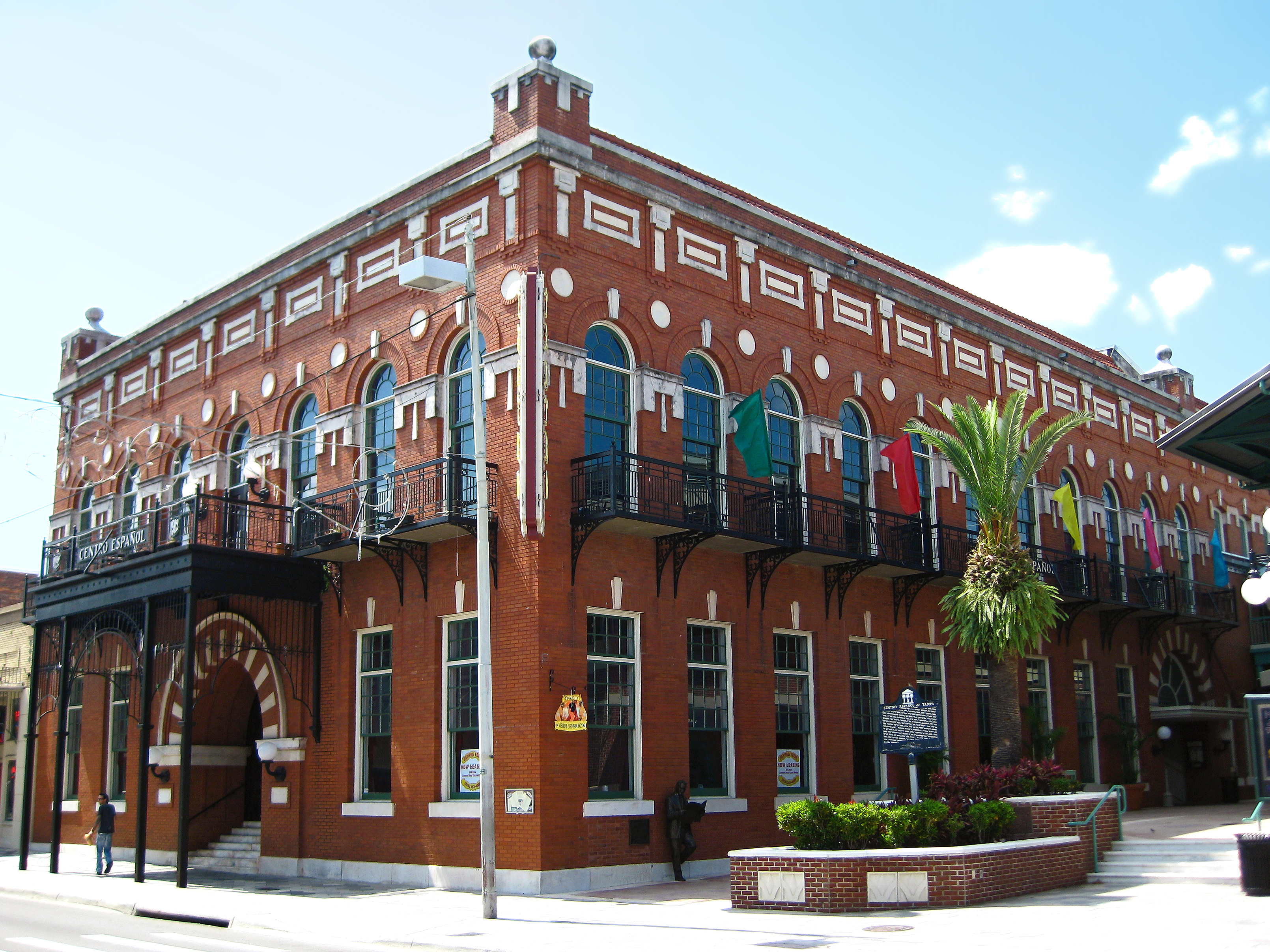
El Centro Español de Tampa es una casa cultural construida en 1912 en el barrio de Ybor City de Tampa, Florida.

Juan Ponce de León, un conquistador español, nombró Florida en honor a su descubrimiento de la tierra el 2 de abril de 1513, durante la Pascua Florida , un término español para la temporada de Pascua. Pedro Menéndez de Avilés fundó la ciudad de San Agustín en 1565; la primera ciudad fundada por europeos en lo que ahora es Estados Unidos continental.

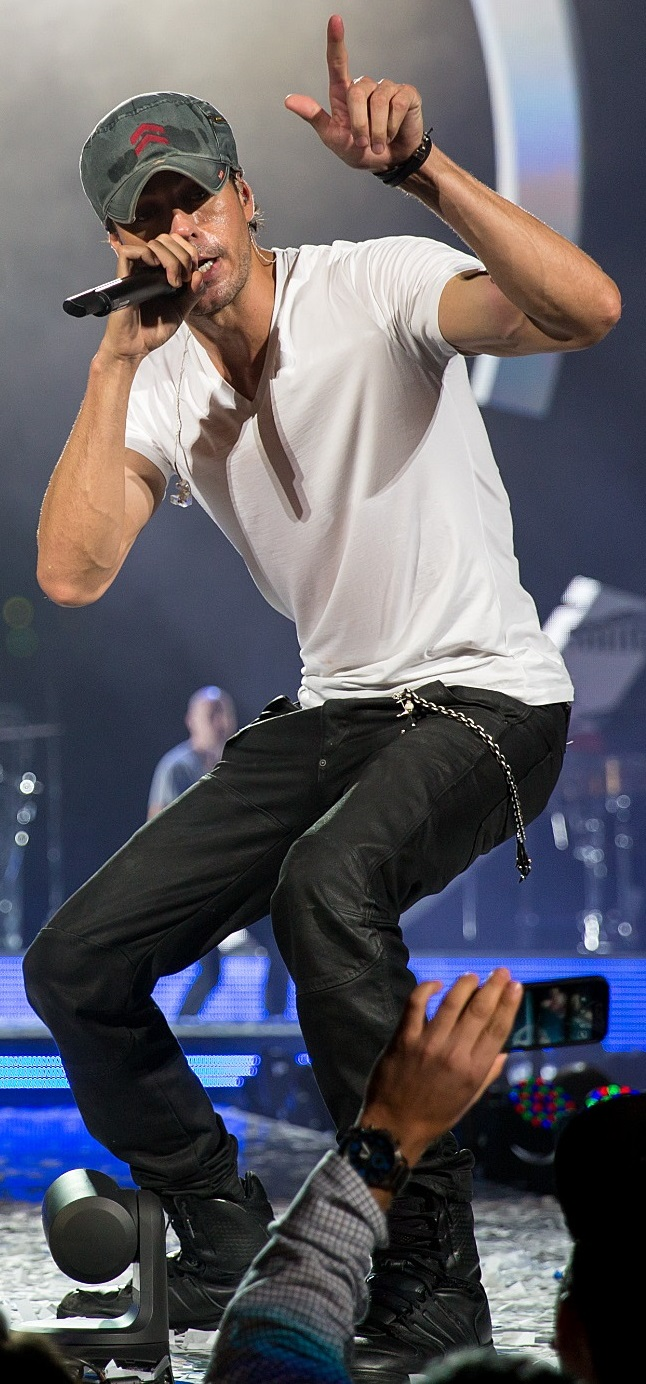
Enrique Iglesias, Miami es el centro de la industria de la música latina

A principios de la década de 1880, Tampa era un pueblo aislado con una población de menos de 1000 habitantes y una economía en dificultades. Sin embargo, su combinación de un buen puerto, la nueva línea de ferrocarril de Henry B. Plant y un clima húmedo atrajo la atención de Vicente Martínez Ybor un destacado fabricante de puros nacido en España; el barrio de Ybor City recibió su nombre en su honor. El Centro Español de Tampa sigue siendo una de las pocas estructuras sobrevivientes específicas de la inmigración española a los Estados Unidos durante finales del siglo XIX y principios del XX, un legado que le valió al edificio del Centro Español el reconocimiento como Monumento Histórico Nacional (NHL) de EE. UU. el 3 de junio de 1988.

### Hawái

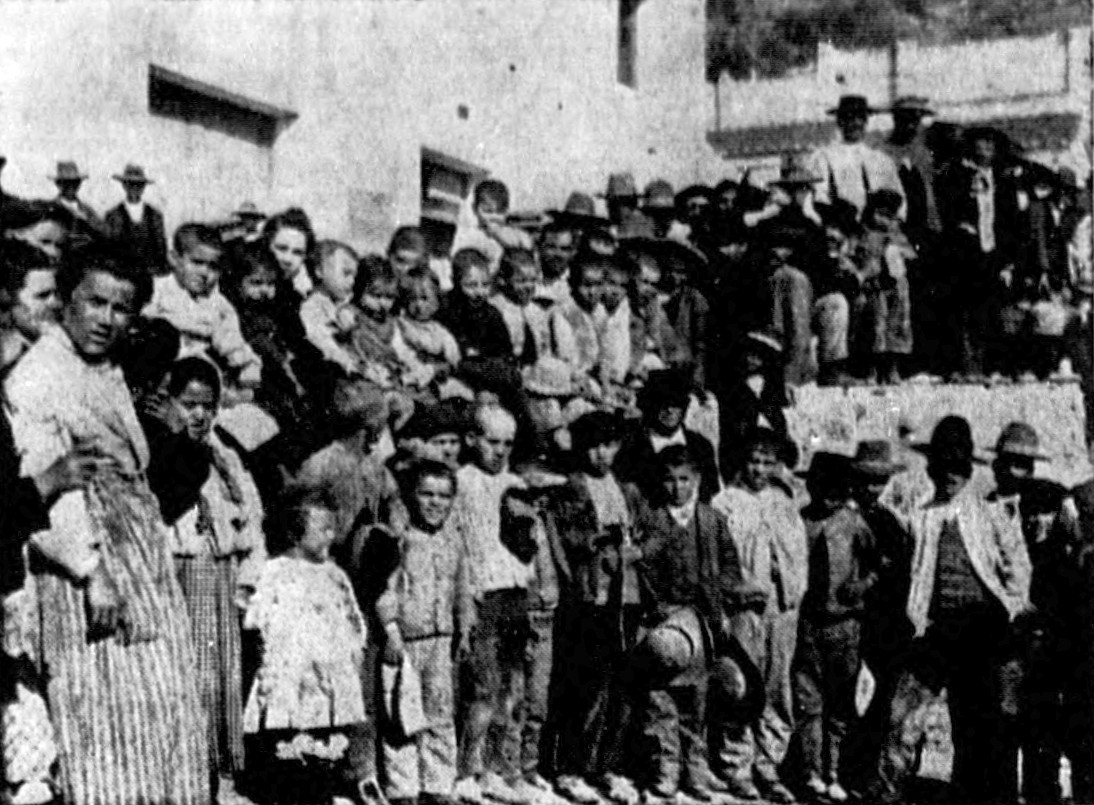
Niños españoles del SS Heliopolis tras llegar a Hawái en 1907.

La inmigración española a Hawái comenzó cuando el gobierno hawaiano y la Asociación de Plantadores de Azúcar de Hawái (HSPA) decidieron complementar la importación de trabajadores portugueses a Hawái con trabajadores reclutados en España. La importación de trabajadores españoles, junto con sus familias, continuó hasta 1913, cuando ya se habían traído más de 9.000 inmigrantes españoles, la mayoría reclutados para trabajar principalmente en las plantaciones de azúcar hawaianas.
La importación de trabajadores españoles a Hawái comenzó en 1907, cuando el vapor británico SS Heliopolis llegó al puerto de Honolulu con 2246 inmigrantes de la provincia de Málaga en España. Sin embargo, los rumores sobre el mal alojamiento y la mala comida en el viaje crearon complicaciones políticas que retrasaron la siguiente importación española hasta 1911, cuando el SS Orteric llegó con un contingente mixto de 960 inmigrantes españoles y 565 portugueses, los españoles habían abordado en Gibraltar y los portugueses en Oporto y Lisboa. Aunque la inmigración portuguesa a Hawái terminó efectivamente después de la llegada del Orteric, la importación de trabajadores españoles y sus familias continuó hasta 1913, trayendo finalmente a Hawái un total de 9262 inmigrantes españoles.
Entre 1907 y 1913, seis barcos trajeron a más de 9.000 inmigrantes españoles desde el continente español hasta Hawái. Aunque muchos de los inmigrantes portugueses que los precedieron en Hawái llegaron en pequeños veleros de madera de una capacidad de menos de mil toneladas brutas, todos los barcos que participaron en la inmigración española eran grandes barcos de vapor con casco de acero para pasajeros.

### Luisiana

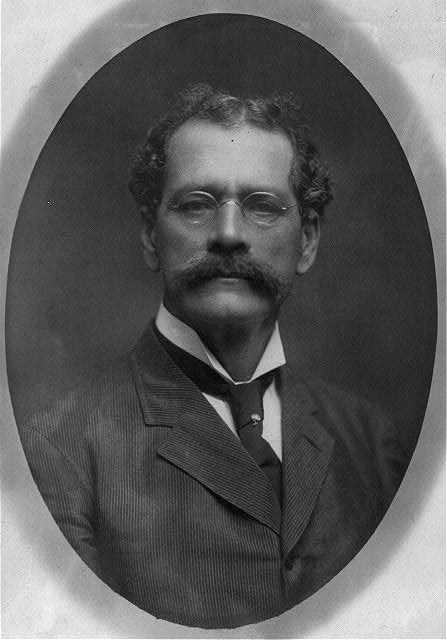
Albert Estopinal, vicegobernador de Luisiana

La mayoría de ellos descienden de colonos canarios que llegaron a Luisiana entre 1778 y 1783. Sus miembros son descendientes de colonos de las Islas Canarias, que es parte de España frente a la costa de África. Se establecieron en la Luisiana española entre 1778 y 1783 y se casaron con otras comunidades como franceses, acadianos, criollos y otros grupos, principalmente durante los siglos XIX y principios del XX. 
Los isleños se establecieron originalmente en cuatro comunidades, incluidas Galveztown, Valenzuela, Barataria y San Bernardo. Después de una grave inundación del río Misisipi en 1782, el asentamiento de Barataria fue abandonado y los sobrevivientes fueron reubicados en San Bernardo y Valenzuela, y algunos se establecieron en el oeste de Florida.

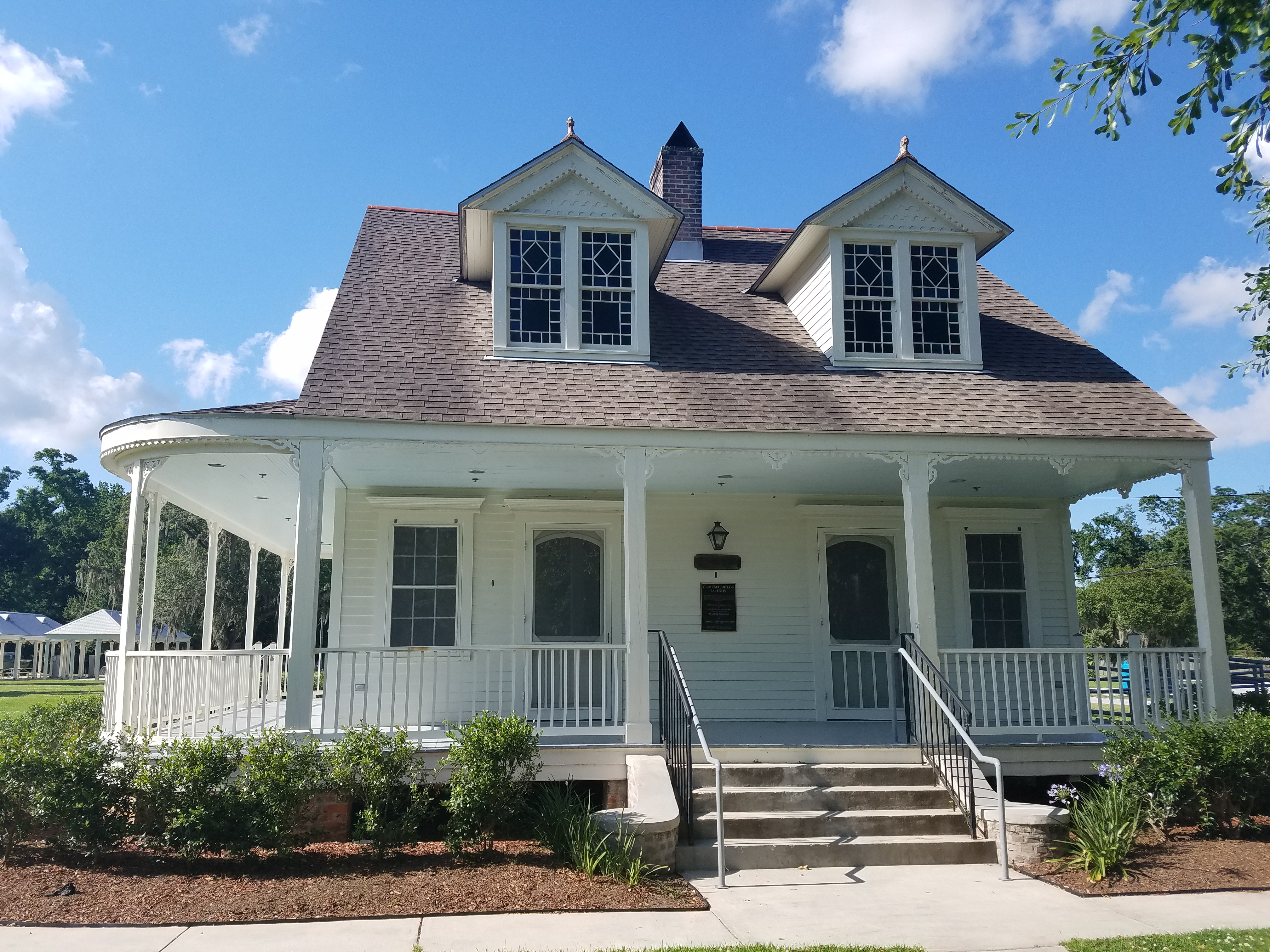
Complejo Museológico Los Isleños en Saint Bernard (San Bernardo), Luisiana.

### Nuevo México
Los hispanos de Nuevo México (menos comúnmente llamados neomexicanos o nuevomexicanos) son descendientes de colonos españoles y mexicanos que se asentaron en el área de Nuevo México y el sur de Colorado entre los siglos XVI y XVIII. La mayoría hizo el viaje desde Nueva España, ahora mayoritariamente es el actual México. La gran mayoría de estos colonos se casaron y se mezclaron con los pueblos indígenas locales de Nuevo México. A diferencia de los californios, que desaparecieron como grupo social distinto, los descendientes de estos primeros colonos aún conservan una comunidad de miles de personas en este estado y en el sur de Colorado.
Nuevo México perteneció a España durante la mayor parte de su historia moderna (siglo XVI – 1821) y posteriormente a México (1821–1848). El nombre original de la región era Santa Fe de Nuevo México. Los descendientes de los colonos aún conservan una comunidad de miles de personas en este estado, y también en el territorio aledaño del sur de Colorado, con historia colonial compartida. Actualmente, la mayoría de la población nuevomexicana, formada por cientos de miles de personas, se distribuye entre el norte de Nuevo México y el sur de Colorado. Aquellos que afirman ser descendientes de los primeros colonos hispanos en este estado actualmente cuentan como la primera ascendencia predominante en el estado. Las historias y el lenguaje de los nuevomexicanos del norte de Nuevo México y el sur de Colorado fueron estudiados por el etnógrafo, lingüista y folclorista nuevomexicano Juan Bautista Rael y por Aurelio Espinosa.

### Nueva York

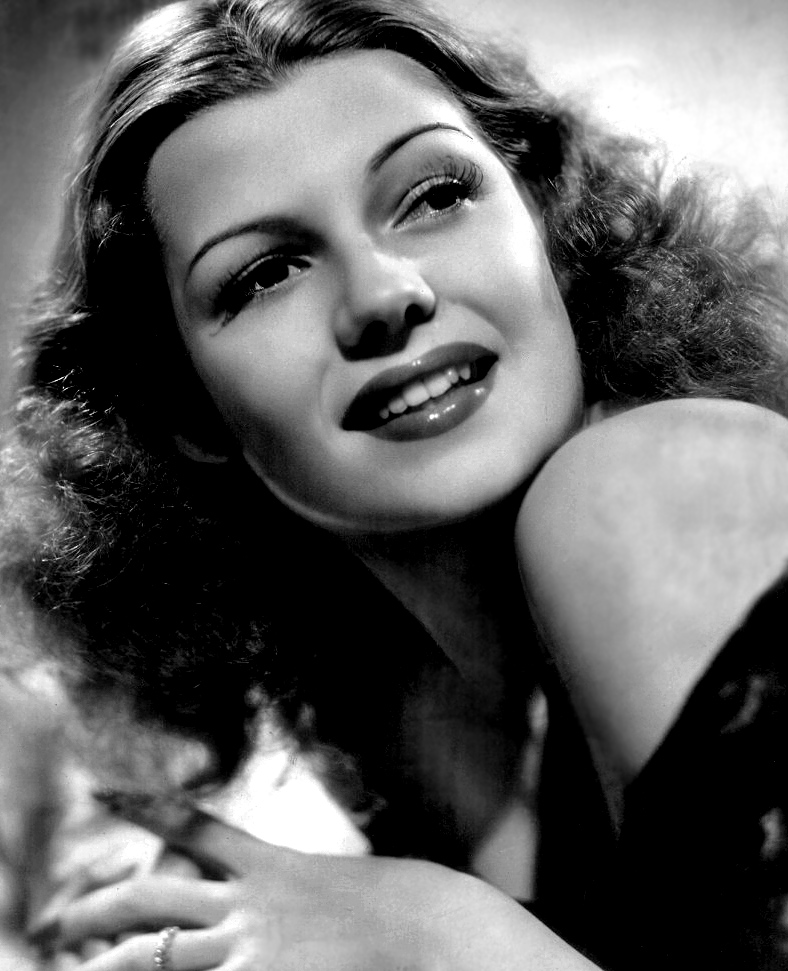
La actriz Rita Hayworth, de ascendencia paterna española.

"Little Spain" fue un barrio de españoles inmigrantes en el distrito de Manhattan de la ciudad de Nueva York durante el siglo XX.
Little Spain estaba en la calle 14, entre las avenidas Séptima y Octava. Una sección muy diferente de Chelsea existía en un tramo de la calle 14 a menudo referido por los residentes como "Calle Catorce" o "Little Spain". La Iglesia de Nuestra Señora de Guadalupe (N.º 299) fue fundada en 1902, cuando los españoles comenzaron a establecerse en el área. Aunque los negocios españoles han dado paso a clubes nocturnos como Nell's y Oh Johnny en la cuadra entre las avenidas Séptima y Octava, el emporio de comida y regalos españoles conocido como Casa Moneo estuvo en 210 West 14th desde 1929 hasta la década de 1980. En 2010, el documental Little Spain, dirigido y escrito por Artur Balder, se filmó en la ciudad de Nueva York. El documental reúne por primera vez un archivo que revela la historia no contada de la presencia hispanoestadounidense en Manhattan. Presenta la historia de las calles de Little Spain en la ciudad de Nueva York a lo largo del siglo XX. El archivo contiene más de 450 fotografías y 150 documentos que nunca se han exhibido públicamente.
Otros importantes comercios y negocios españoles de la Pequeña España fueron restaurantes como La Bilbaína, Trocadero Valencia, Bar Coruña, Little Spain Bar, Café Madrid, Mesón Flamenco, o El Faro Restaurante, fundado en 1927, y todavía hoy abierto en el 823 de Greenwich St. El Iberia era una famosa tienda de ropa española.
El corazón de la comunidad hispanoestadounidense en esa zona eran dos puntos de referencia: La Nacional y la Iglesia Católica Romana de Nuestra Señora de Guadalupe, fundada a finales del siglo XIX, siendo la primera parroquia en Manhattan con misa en latín y español.
Otra área de influencia es la familia Unanue de Goya Foods. Su fundador, Prudencio Unanue Ortiz, emigró de España en el siglo XX y estableció Goya Foods, la compañía de alimentos de propiedad hispana más grande de los Estados Unidos. Los miembros de la familia incluyen a Joseph A. Unanue y Andy Unanue. Goya Foods es la 377.ª empresa privada estadounidense más grande.

## Cultura

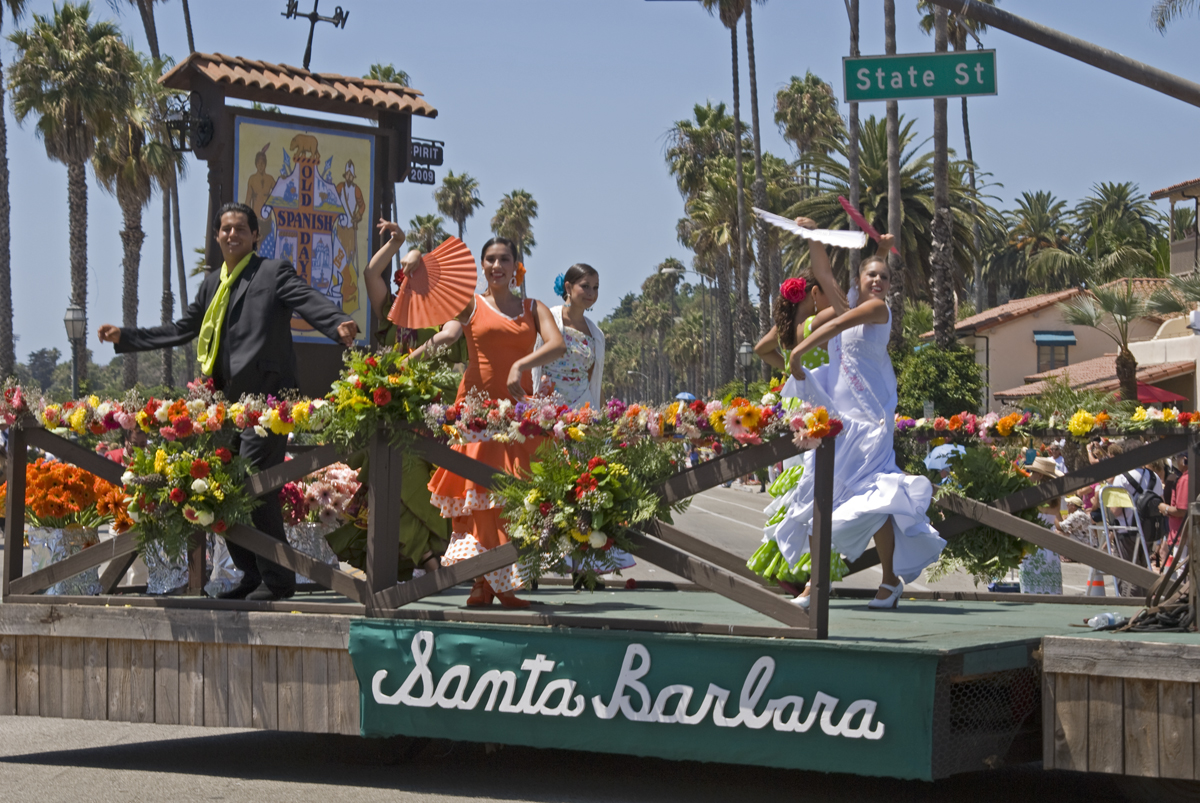
Celebración anual de la fiesta "Old Spanish Days" en Santa Bárbara, California.

Muchos hispanoestadounidenses aún conservan aspectos de su cultura, como su comida, la bebida, el arte y las fiestas anuales españolas. Los españoles han contribuido a una gran cantidad de áreas en los Estados Unidos de América. La influencia de la cocina española se ve en la cocina de los Estados Unidos en todo el país.

### Cocina
A principios del siglo XX, Prudencio Unanue Ortiz y su esposa Carolina fundaron Goya Foods, la empresa de alimentos de propiedad hispana más grande de los Estados Unidos.

### El idioma español en Estados Unidos
El español fue la segunda lengua europea hablada en América del Norte después del nórdico antiguo, la lengua de los colonizadores vikingos. Fue traído al territorio de lo que hoy son los Estados Unidos de América en 1513 por Juan Ponce de León. En 1565, los españoles fundaron San Agustín, Florida, el asentamiento europeo más antiguo y continuamente ocupado en el territorio estadounidense moderno.
Al igual que otros descendientes de inmigrantes europeos, los españoles han adoptado el inglés como su lengua principal.
| Idioma hablado en casa y capacidad de hablar inglés (2013 ACS) | Idioma hablado en casa y capacidad de hablar inglés (2013 ACS) |
| Español – Idioma hablado y capacidad                           | Por ciento                                                     |
| -------------------------------------------------------------- | -------------------------------------------------------------- |
| Población de 5 años y más                                      | 703.504                                                        |
| Solo inglés                                                    | 68.5%                                                          |
| Idioma distinto del inglés                                     | 31.5%                                                          |
| Hablar inglés menos que "muy bien"                             | 7.1%                                                           |

### Religión

Misión Española Santa Bárbara, fundada en 1786.

Muchos hispanoestadounidenses participan más activamente en las actividades de la Iglesia católica de lo que era habitual en generaciones pasadas en España; rara vez cambian su afiliación religiosa y participan con frecuencia en rituales eclesiásticos centrados en la familia. Tanto en España como en los Estados Unidos, eventos como las primeras comuniones y los bautismos se consideran obligaciones sociales importantes que fortalecen la identidad de clan.

### Socioeconomía
Desde que la entrada de hispanoestadounidenses a la clase media se ha generalizado, los patrones de empleo descritos anteriormente han desaparecido en gran medida. Esta movilidad social se ha derivado lógicamente del hecho de que a lo largo de la historia de la inmigración española a los Estados Unidos, el porcentaje de trabajadores cualificados se mantuvo uniformemente alto. En el primer cuarto del siglo XX, por ejemplo, el 85 por ciento de los inmigrantes españoles eran alfabetizados y el 36 por ciento eran profesionales o artesanos cualificados. Una combinación de aptitud, motivación y altas expectativas condujo a un ingreso exitoso en una variedad de campos.

## Número de hispanoestadounidenses

### Datos del censo

#### 1980

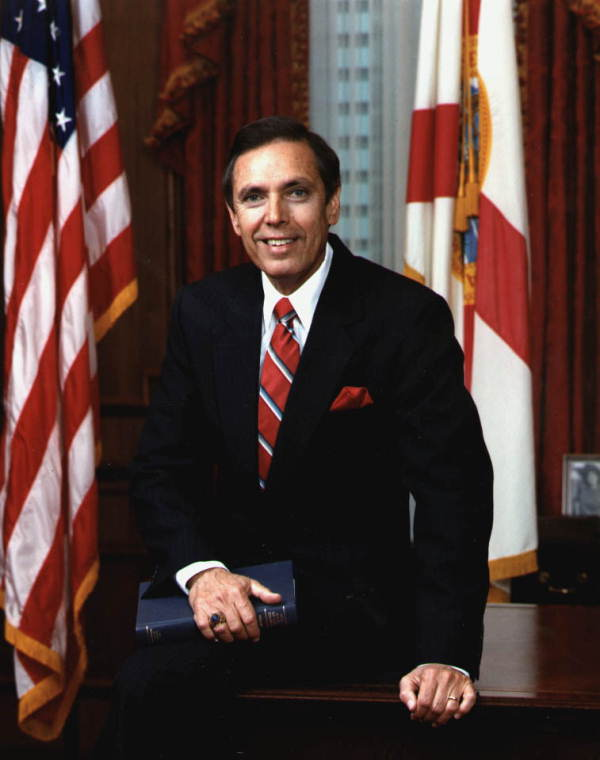
Bob Martinez es la primera persona de ascendencia española en ser elegida para el cargo de Gobernador de Florida.

En 1980, 62.747 estadounidenses declararon tener únicamente ascendencia española y otros 31.781 declararon tener ascendencia española junto con otra ascendencia étnica. 2,6 millones o el 1,43% de la población total de los EE. UU. optaron por identificarse como "españoles/hispanos", sin embargo, esto representa un tipo general de respuesta que abarcará una variedad de grupos de ascendencia.
Los hispanoestadounidenses se encuentran en cantidades relativas en todo Estados Unidos, particularmente en el suroeste y la costa del golfo. Según el Censo de los Estados Unidos de 1980, el 66,4% declaró que los españoles eran su ascendencia principal, mientras que el 62,7% declaró que los españoles/hispanos eran su ascendencia principal. 
La tabla que muestra a los que se identificaron como españoles es la siguiente:
| Respuesta            | Respuesta            | Número | Por ciento | Nordeste | Centro Norte | Sur    | Oeste  |
| -------------------- | -------------------- | ------ | ---------- | -------- | ------------ | ------ | ------ |
| Ascendencia única    | Ascendencia única    | 62.747 | 66,4%      | 24.048   | 3.011        | 23.123 | 12.565 |
| Ascendencia múltiple | Ascendencia múltiple | 31.781 | 33,6%      | 9.941    | 2.209        | 11.296 | 8.335  |
| Total reportado      | Total reportado      | 94.528 | 94.528     | 33.989   | 5.220        | 34.419 | 20.900 |

| Estado         | Español (Spaniard) | Español/Hispano (Spanish/Hispanic ) | %     |
| -------------- | ------------------ | ----------------------------------- | ----- |
| Florida        | 23.698             | 249.196                             | 2,6   |
| Nueva York     | 21.860             | 359.574                             | 2,0   |
| California     | 14.357             | 539.285                             | 2,3   |
| Nueva Jersey   | 8.122              | 126.983                             | 1,7   |
| Texas          | 6.883              | 221.568                             | 1,6   |
| Colorado       | 1.985              | 154.396                             | 5,3   |
| Nuevo México   | 1.971              | 281.189                             | 21,6  |
| Luisiana       | 616                | 79.847                              | 1,9   |
| Estados Unidos | 94.528             | 2.686.680                           | 1,43% |

#### 1990
A nivel nacional, la tasa de respuesta a la pregunta de ascendencia fue alta: el 90,4% de la población total de los Estados Unidos eligió al menos una ascendencia específica, el 11,0% no especificó su ascendencia y el 9,6% ignoró la pregunta por completo. De los que eligieron español, 312.865 o el 86,7% de las personas lo eligieron como su primera y principal respuesta de ascendencia, mientras que 48.070 o el 13,3% lo eligieron como su segunda ascendencia.
Los totales para el "español" mostraron un aumento considerable con respecto al censo anterior. La tabla muestra la población por estado de aquellos que se identifican como españoles.
| Estado         | Población | %   |
| -------------- | --------- | --- |
| Florida        | 78.656    | 0,6 |
| California     | 74.787    |     |
| Nueva York     | 42.309    |     |
| Texas          | 31.226    |     |
| Nuevo México   | 24,861    |     |
| Nueva Jersey   | 23.666    |     |
| Colorado       | 14.052    |     |
| Arizona        | 6.385     |     |
| Estados Unidos | 360.935   | 0,1 |

Al igual que en el censo anterior, se consideró que "español" era una respuesta general que podía abarcar una variedad de grupos ancestrales. Más de dos millones de personas se identificaron con esta respuesta.

#### 2000

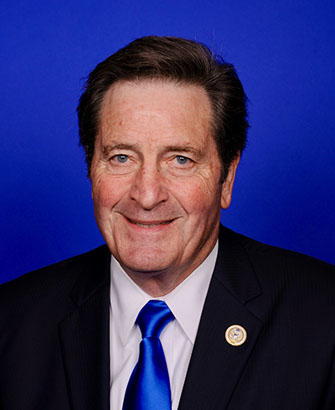
John Garamendi, 46.º vicegobernador de California

En el censo de 2000, 299.948 estadounidenses declararon específicamente su ascendencia como "española", lo que supuso una disminución significativa respecto a los datos de 1990, cuando los que declararon ser "españoles" ascendieron a 360.858. Otros 2.187.144 declararon ser "españoles" y 111.781 personas, declararon ser Spanish American. A estas cifras hay que atenerse a algunos grupos de origen o ascendencia española que especificaron su origen, en lugar de en España, en algunas de las comunidades autónomas de España, especialmente los vascos españoles (9.296 personas), los castellanos (4.744 personas), los canarios (3.096 personas), los baleares (2.554 personas) y los catalanes (1.738 personas). Menos de 300 personas indicaron ser de origen asturiano, andaluz, gallego y valenciano.
- Español (Spaniard) – 299.948
- Español (Spanish) – 2.187.144
- Hispano-estadounidenses (Spanish American) – 111.781

#### 2010
El censo de 2010 es el vigésimo tercer censo nacional de los Estados Unidos.
- Español (Spaniard) – 635.253[57]

Estadísticas de quienes se autoidentifican como étnicos españoles, españoles y hispano-estadounidenses en la Encuesta sobre la Comunidad estadounidense de 2010.
- Español (Spaniard) – 694.494[58][59]
- Español (Spanish) – 482.072[58][59]
- Hispano-estadounidenses (Spanish American) – 48.810[58][59]

#### 2020

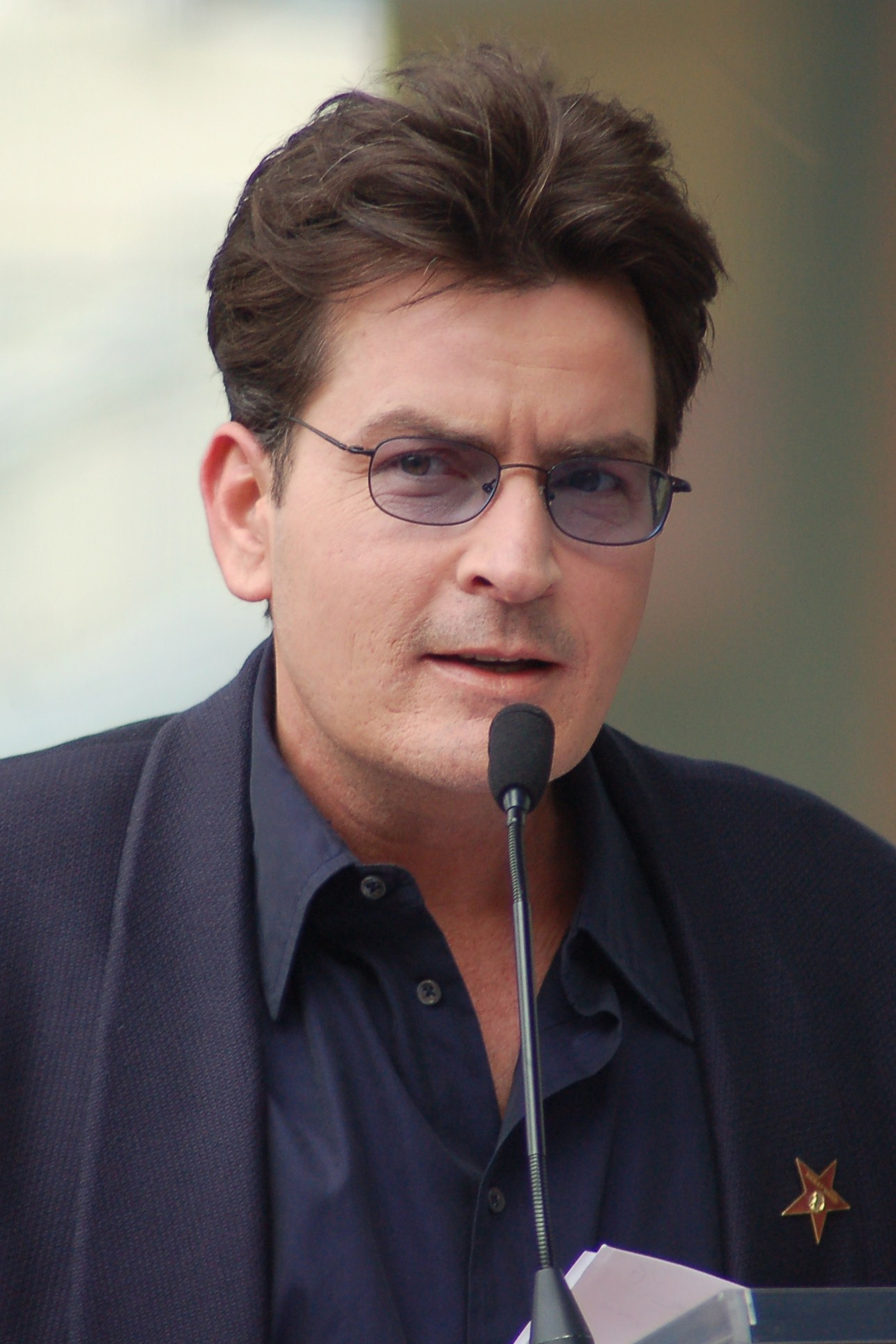
Charlie Sheen, actor estadounidense

En el censo de 2020 978.978 personas declararon ser españolas, el décimo grupo hispano más común.
Los 10 estados con mayor población que identificó su origen étnico como "español" en el censo de 2020.
| Estado de Estados Unidos         | Estado de Estados Unidos | Población     |
| -------------------------------- | ------------------------ | ------------- |
|                                  | California               | 192.312       |
| Bandera de Texas                 | Texas                    | 120.116       |
| Bandera de Florida               | Florida                  | 83.479        |
| Bandera de Nuevo México          | Nuevo México             | 79.882        |
| Bandera de Colorado              | Colorado                 | 58.290        |
| Bandera del Estado de Nueva York | Nueva York               | 51.714        |
| Bandera de Arizona               | Arizona                  | 36.636        |
| Bandera de Nueva Jersey          | Nueva Jersey             | 31.471        |
| Bandera del Estado de Washington | Washington               | 26.478        |
| Bandera de Illinois              | Illinois                 | 18.842        |
| Nacido en Estados Unidos         | Nacido en Estados Unidos | Por confirmar |
| Nacido en el extranjero          | Nacido en el extranjero  | Por confirmar |
| Bandera de Estados Unidos        | Total                    | 978.978       |

En 2020, 866.356 personas se identificaron con "origen español", lo que las convierte en el undécimo grupo hispano más grande que reside en los Estados Unidos. Esta cifra incluye a personas cuyos antepasados inmigraron directa o indirectamente desde España.

## Participación política

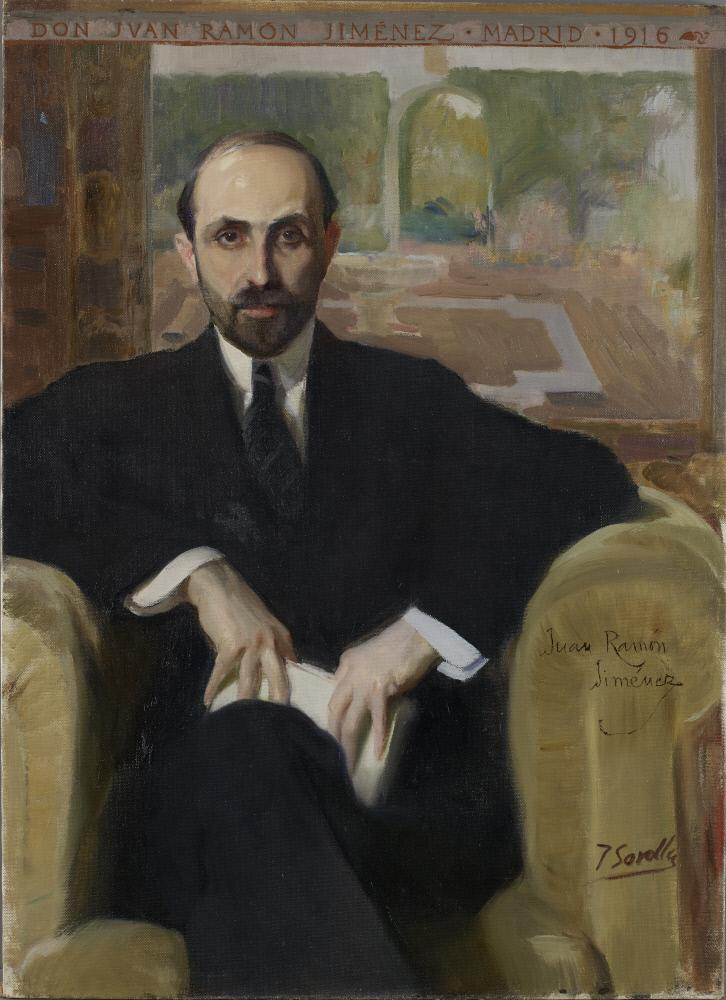
Juan Ramón Jiménez, premio Nobel de Literatura (1956)

Con el estallido de la guerra civil española en 1936, una serie de refugiados políticos intelectuales encontraron asilo en los Estados Unidos. Los partidarios de la derrotada Segunda República Española, que había recibido ayuda de la Unión Soviética mientras estaba siendo atacada por las fuerzas sublevadas, fueron a veces identificados incorrectamente con el comunismo, pero su llegada a los Estados Unidos mucho antes del "miedo rojo" de principios de la década de 1950 les evitó los peores excesos del macartismo. Hasta el final de la dictadura en España en 1975, los exiliados políticos en los Estados Unidos hicieron campaña activamente contra los abusos del régimen de Franco.

## Topónimos de origen español
Debido a que gran parte de los actuales Estados Unidos estuvo bajo soberanía española y, más tarde, mexicana, muchos lugares tienen nombres en español que datan de esa época. Estos incluyen los nombres de varios estados y ciudades importantes. Algunos de estos nombres conservan características más antiguas de la ortografía española, como San Ysidro, que sería Isidro en español moderno. Más tarde, muchos otros nombres fueron creados en el período estadounidense por personas que no hablaban español, a menudo infringiendo la sintaxis española. Esto incluye nombres como Sierra Vista.
Algunos nombres de lugares españoles en los Estados Unidos incluyen:
- Arizona – posiblemente de una palabra española de origen vasco que significa “El Buen Roble”. Sin embargo, el topónimo no proviene del término Zona Árida.[64]
  - Mesa – significa "Mesa"; los exploradores españoles usaron la palabra porque las partes superiores de las mesas se parecen a las partes superiores de las mesas.
  - Sierra Vista – “Vista de la montaña”
- California – el estado debe su nombre a una tierra mítica descrita en una popular novela española de alrededor de 1500, Las sergas de Esplandián por Garci Rodríguez de Montalvo.
  - Isla de Alcatraz – "Isla de los Alcatraces"
  - Chula Vista – "Buena Vista"
  - Los Ángeles – "Ciudad de los Ángeles"
  - Sacramento – "Ciudad del Sacramento"
  - Santa Cruz – "Ciudad de la Santa Cruz"
  - San Diego – "San Diego"
  - San Francisco – "San Francisco"
  - San José – "San José"
  - Santa Bárbara – "Santa Barbara"
- Florida – "Florecida".
  - Boca Ratón – "Ensenada poco profunda de rocas puntiagudas que raspan los cables de un barco"
  - Key West – anglicización de Cayo Hueso
  - San Agustín - fundada por Pedro Menéndez de Avilés
  - Sarasota – "Piel de oveja"
  - Biscayne Bay – anglicización de Bayo Vizcayno ("Bahía Vizcaína")
  - Pensacola – Hispanización del nombre indígena de la región
  - Tampa – Hispanización del nombre indígena de la región
  - Miami – Hispanización del nombre indígena de la región
- Colorado – "Color rojizo".
  - Pueblo – "Municipio"
  - Alamosa – "Árboles Álamos"
  - Antonito – "Pequeño Antonio"
- Montana – Montaña.
  - Lima – "Lima"
- Nuevo México
  - Albuquerque –  primeramente llamada La Villa de San Francisco Xavier de Albuquerque, fue fundada como ciudad Real por orden de Don Francisco Cuervo y Valdés, 34.º Gobernador de Nuevo México, el 7 de febrero de 1706.
  - Española – "Mujer española"
  - Santa Fe – "Santa Fé"
  - Las Cruces – "Las encrucijadas"
  - Madrid – la ciudad debe su nombre a Madrid, la capital de España.
- Texas – Tejas.
  - El Paso – "El camino"
  - Amarillo – "El color amarillo"
  - San Antonio – "Antonio de Padua"
- Nevada – el nombre proviene del español Nevada, que significa "cubierto de nieve",[65] en honor a Sierra Nevada ("cadena montañosa cubierta de nieve").
  - Las Vegas – "Las Praderas"
- Oregón – Orejón, "oreja grande", o podría venir de Aragón.
  - Moro – "Musulmán"
  - Bonanza – "Prosperidad"
  - Estacada – "Vallado"
  - Manzanita – "Pequeña manzana"
  - Toledo – Mismo nombre que la ciudad española

## Inmigración a Estados Unidos por regiones españolas
- Andaluces estadounidenses
- Aragoneses estadounidenses
- Asturianos estadounidenses
- Baleares estadounidenses
- Canarios estadounidenses
- Catalanes estadounidenses
- Cántabros estadounidenses
- Castellanos estadounidenses
- Gallegos estadounidenses
- Extremeños estadounidenses
- Navarros estadounidenses
- Murcianos estadounidenses
- Vascos estadounidenses
- Valencianos estadounidenses